# Muhammadqodir Abdullayev
Muhammadqodir Mamatqulovich Abdullayev, född 15 november 1973 i Andijon, Uzbekistan, är en uzbekistansk boxare som tog OS-guld i lätt welterviktsboxning 2000 i Sydney. I finalen vann han över Ricardo Williams med 27-20.